# Дисковый снаряд

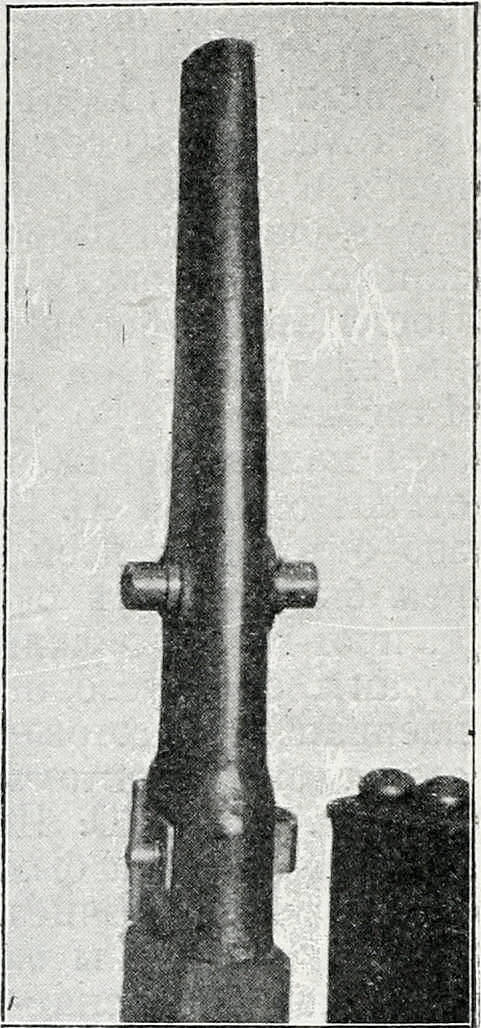
Орудие для стрельбы дисковыми снарядами

Дисковый (сплюснутый) снаряд — экспериментальный артиллерийский снаряд, разрабатывавшийся во второй половине XIX века с целью улучшения характеристик гладкоствольной артиллерии (стреляющей ядрами) по дальности и точности стрельбы. Впервые предложения по данному типу снарядов высказывались в России (артиллерийским офицером Шлиппенбахом Александром Антоновичем (12.12.1820-24.09.1877); это сын Шлиппенбаха А. А. и дядя матери А. И. Шаргея (Кондратюка Ю.В.)), Англии (Вулькомбом), Бельгии (Пюйтом) и Италии (Сен-Робером). Снаряд не был принят на вооружение и оказался, для своего времени, тупиковым путём, а скачок в развитии артиллерии совершило изобретение нарезных стволов.
Идея дискового снаряда основана на желании придать снаряду вращение по заданной оси (до тех пор вращение выстреливаемых гладкоствольной артиллерией ядер носило случайный неуправляемый характер), что могло повысить дальность и точность стрельбы. 
В России известны и сохранились до нашего времени три различных по системе дисковых орудия, разработанные Маиевским Н. В., Андриановым и Плесцовым. Все три орудия выставлены в экспозиции Артиллерийского музея в городе Санкт-Петербурге.

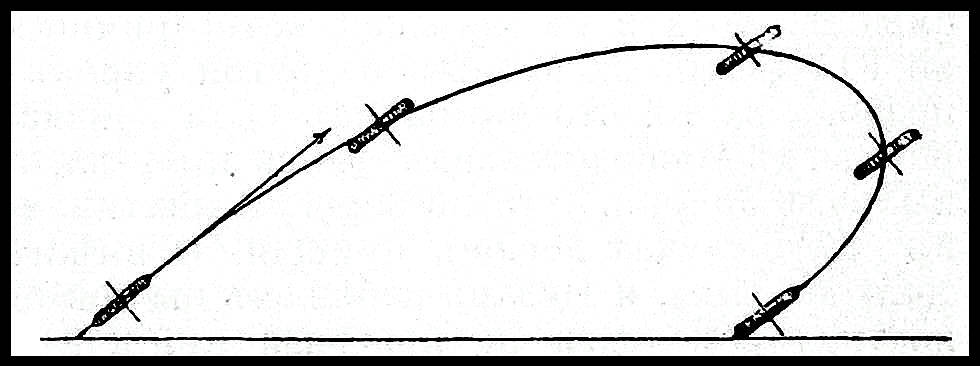
Траектория сплюснутого снаряда
(рисунок из статьи «Дисковые снаряды»
«Военная энциклопедия Сытина»)

Орудие разработанное известным российским артиллеристом, профессором Маиевским Н. В., прошло опытные стрельбы в 1871—1873 годах и подтвердило правильность расчетов: дисковый снаряд массой 3,5 кг, обладающий начальной скоростью 480 м/с, пролетел 2500 м, в то время как обычное ядро того же веса при тех же условиях — всего 500 м. В ходе испытаний дисковых орудий выяснилось, что возможно придать даже такое вращение диску, при котором он обогнет цель сверху и ударит ей в тыл.
Несмотря на пятикратное преимущество по дальности стрельбы, у дисковых орудий обнаружились и множественные недостатки: большой разброс снарядов, невозможность применения взрывателей ударного действия, малая эффективность снарядов из-за небольшого количества взрывчатого вещества. К этим недостаткам добавилась и сложность производства нового типа орудий. Всё это не позволило принять дисковые снаряды и орудия на вооружение.